# Andries Jonker
Andries Jonker (Amsterdam, 22 settembre 1962) è un allenatore di calcio olandese, tecnico della nazionale olandese femminile.

## Carriera

### Inizi al Volendam
Inizia la carriera da allenatore nel 1997 facendo il vice di Dick de Boer al Volendam. Due anni dopo lo sostituisce per il termine della stagione 1998-1999 raggiungendo un ottavo posto finale. La stagione successiva si piazza 17º e viene sostituito da Henk Wisman, proveniente dai Rijnsburgse Boys.

### Al Barcellona con Van Gaal
Nel 2002 viene chiamato a fare da secondo a Louis van Gaal al Barcellona. Nel febbraio 2003 i due vengono sostituiti da Antonio de la Cruz.

### Ritorno nei Paesi Bassi
Nell'estate del 2004 viene ingaggiato dal MVV di Maastricht dove al primo anno 14º e al secondo 13º. Nel 2006 viene chiamato dal Willem II a fare il vice di Dennis van Wijk. Per gli scarsi risultati Jonker è chiamato a sostituirlo nel novembre 2007 portando la squadra a un 15º posto finale in campionato il primo anno e il secondo con eliminazione dalla Coppa d'Olanda al terzo turno da parte dello Roda JC per poi essere sostituito nel febbraio 2009 dal suo vice Alfons Groenendijk.

### Gli anni al Bayern
Nell'estate del 2009 viene chiamato di nuovo da Van Gaal questa volta a fargli da vice al Bayern Monaco dove al primo anno fanno il doble vincendo campionato e coppa nazionale e perdendo la finale di Champions League contro l'Inter. All'inizio della seconda stagione vincono la Supercoppa di Germania contro lo Schalke 04 2-0 ad Augusta. Ma i risultati negativi in campionato (4º posto), in coppa tedesca (fuori in semifinale contro lo Schalke 04) e in Champions (eliminati di nuovo dall'Inter), inducono la società bavarese ad esonerare anticipatamente Louis van Gaal (l'addio era previsto per il 30 giugno 2011) nominando allenatore ad interim della squadra il vice Jonker che rimarrà sulla panchina fino al 30 giugno per poi lasciare il posto a Jupp Heynckes. Il 7 maggio grazie alla vittoria esterna per 8-1 contro il St. Pauli centra il terzo posto in campionato che vale i preliminari della UEFA Champions League 2011-2012. Per la stagione 2011-2012 prende le redini del Bayern Monaco II, la seconda squadra dei bavaresi retrocessa dalla 3. Liga alla Regionalliga Süd (quarta divisione).

### Wolfsburg, Arsenal e ritorno in Olanda
Dal 2012 al 2014 è il secondo di Felix Magath al Wolfsburg. In seguito si occupa del settore giovanile dell'Arsenal sostituendo Liam Brady. 
Il 27 febbraio 2017 subentra sulla panchina del Wolfsburg che si trova in zona retrocessione nella Bundesliga riuscendo a salvarlo dopo aver vinto lo spareggio.
Il 18 settembre dello stesso anno viene però sollevato dall'incarico dopo un avvio di stagione pessimo.
Nell'estate del 2019 fa ritorno in Olanda firmando un contratto biennale con il Telstar.
Alla sospensione della Eerste Divisie a marzo a causa della pandemia di COVID-19 il Telstar si trova al 10º posto. Nel 2020/2021 invece si piazza 13º. In estate ritrova Louis Van Gaal che guiderà il Telstar per una sola partita di Eerste Divisie per una causa benefica. Il 7 maggio 2022 dopo tre anni lascia la guida del club.
Il 25 agosto viene nominato commissario tecnico dell‘Olanda femminile.

## Palmarès

### Vice-allenatore

#### Titoli nazionali
- Campionato tedesco: 1

Bayern Monaco: 2009-2010
- Coppa di Germania: 1

Bayern Monaco: 2009-2010
- Supercoppa di Germania: 1

Bayern Monaco: 2010